# Китайская ассоциация по науке и технике
Китайская ассоциация по науке и технике (CAST), или China Association for Science and Technology (CAST) (кит. 中国科学技术协会) — некоммерческая, неправительственная организация, которая объединяет китайских учёных и инженеров, 167 национальных профессиональных обществ и сотни местных отделений на различных уровнях.

## Основные задачи
Основными задачами ассоциации являются:
- поощрение развития науки посредством научных обменов;
- популяризация научных знаний среди широкой общественности;
- защита законных прав учёных и инженеров и организация их для участия в политической жизни государства;
- награждение учёных и инженеров, имеющих выдающиеся достижения;
- обеспечение принятия решений, рекомендаций и иных услуг для правительства и промышленности в проблемных областях науки и техники, с тем чтобы способствовать экономическому развитию страны;
- развитие отношений и сотрудничества с международными научными и техническими обществами;
- разработка методов получения дополнительного образования по различным обучающим программам.

В настоящее время, ассоциация и её дочерние общества являются членами более чем 250 международных научно-технических организаций.

## Журнал
Журнал Science & Technology Review (Обзор науки и технологий) впервые был издан в 1980 году в США. Сейчас это журнал Китайской ассоциации по науке и технике (CAST). Печатное издание «Обзор науки и технологий», содержит материалы CAST под редакцией Science & Technology Review Society (общества освещения научных достижений и технологий).